# Cyrtodactylus lateralis
Cyrtodactylus lateralis este o specie de șopârle din genul Cyrtodactylus, familia Gekkonidae, ordinul Squamata, descrisă de Werner 1896. Conform Catalogue of Life specia Cyrtodactylus lateralis nu are subspecii cunoscute.